# Superior Records

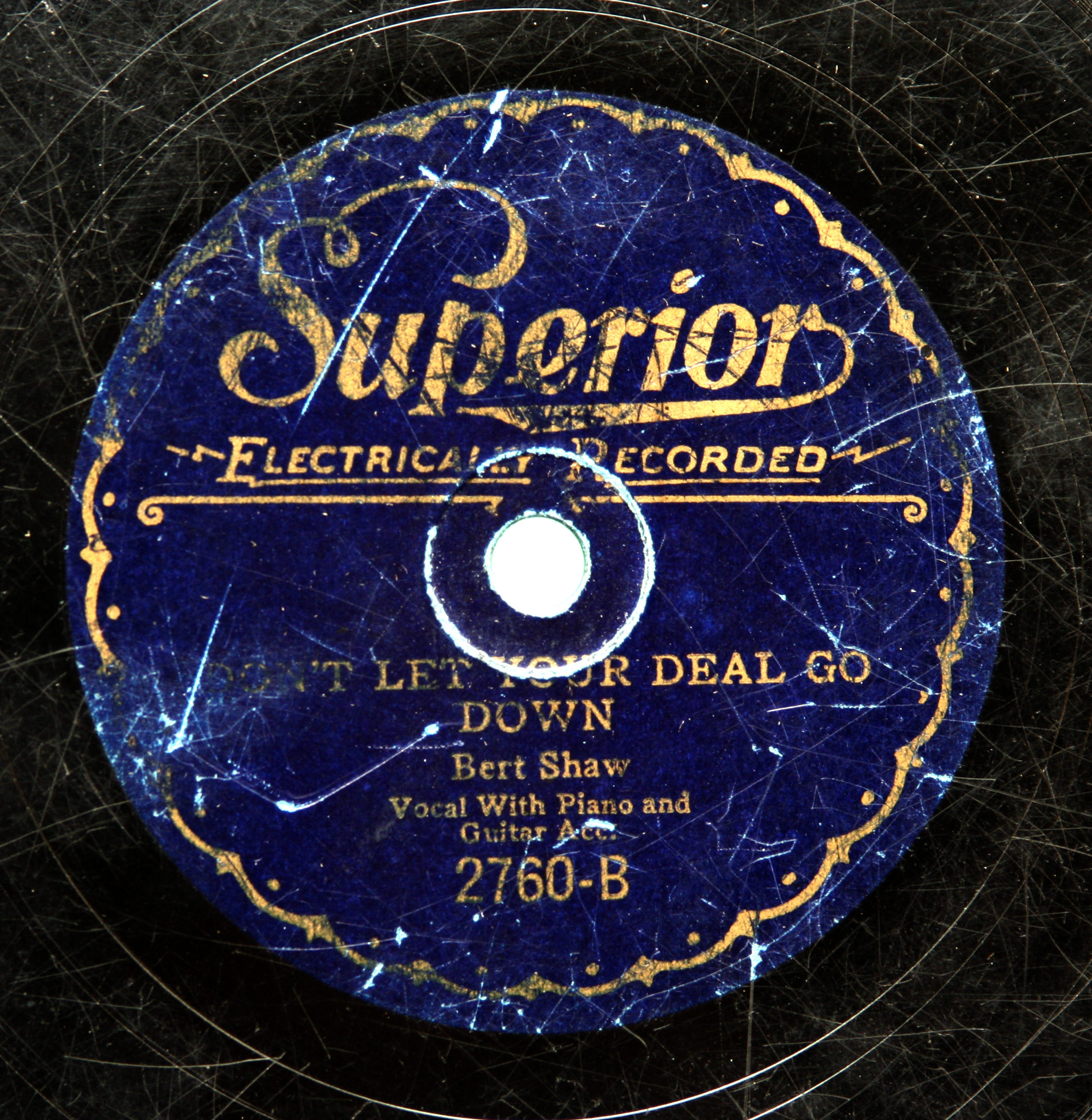
Bert Shaw – Don't Let Your Deal Go Down, 1932

Superior Records war ein US-amerikanisches Plattenlabel. Es wurde 1930 von Gennett Records als Sublabel gegründet, aber bereits zwei Jahre später wieder aufgegeben.
Gennett gehörte zu den erfolgreichsten Labels der 1920er-Jahre. Superior war nur ein kurzlebiges Projekt, das Gennett 1930 begann. Das veröffentlichte Material waren vor allem Aufnahmen aus den Beständen Gennetts und Superiors Schwesterlabel Champion Records – nur wenige Songs wurden original unter dem Namen Superior veröffentlicht. Oftmals wurden auch Pseudonyme für die Künstler verwandt. 1932 stellte man das Label ein, 1934 wurden Gennett und Champion von Decca Records übernommen.

## Diskographie
| 2500-2839 (1930-1932) |